# 戰略合作伙伴

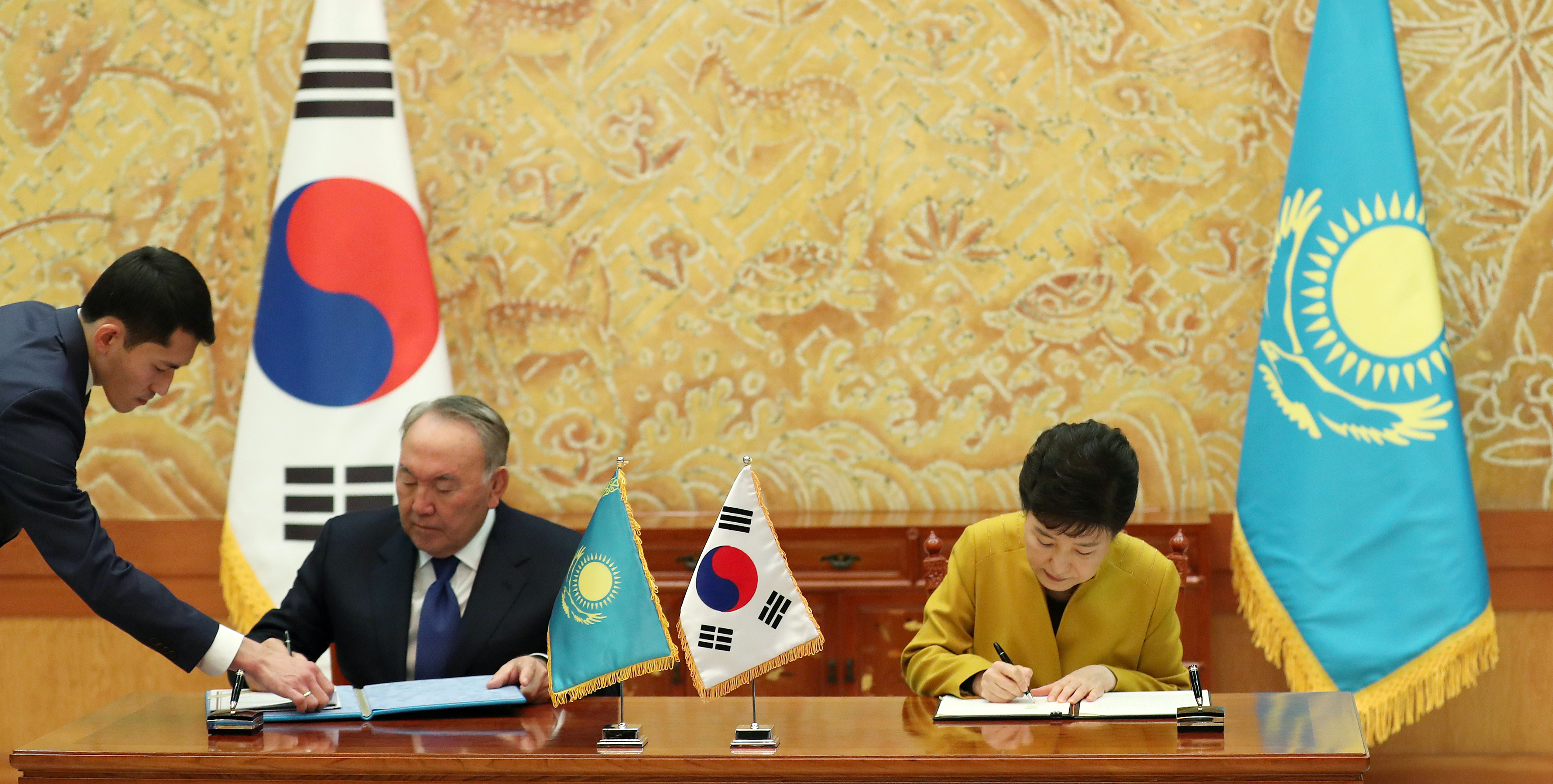
2016年11月，韩国总统朴槿惠与哈萨克斯坦总统努尔苏丹·纳扎尔巴耶夫签署未来25年的战略伙伴文件。

戰略合作伙伴（英語：strategic partnership），簡稱戰略夥伴，指企业之間為了共同的商業利益而進行合作的關係，也可以指政治博弈中不同政權基於共同利益而採取合作態度。在商業上，戰略夥伴的形式可以有很多種，例如簽署意向協議、合資公司、甚至股權式戰略聯盟等等。